# Atropos
Atropos (gr. Ἄτροπος Átropos, łac. Atropos, Morta – „Nieodwracalna”) – trzecia z Mojr, w mitologii greckiej bogiń losu.
Atropos wyznaczała kres życia każdego z ludzi. Kiedy nadchodził ich czas, przecinała nić swoimi nożycami. Atropos była najstarszą z sióstr.

## Nawiązania literackie
- Atropos jest bohaterką wiersza Wisławy Szymborskiej pt. „Wywiad z Atropos” zamieszczonego w tomiku Dwukropek.
- W powieści Bezsenność Stephena Kinga pojawia się istota nadludzka o imieniu Atropos.
- W wierszu Konstantego Ildefonsa Gałczyńskiego „Śmierć Poety” tzw. Panna Atropos przecina nitkę życia.
- W powieści C.S. Forestera Hornblower i jego okręt „Atropos” tytułowy bohater Horatio Hornblower dowodzi korwetą o nazwie „Atropos”.